# Kosi Kalan
Kosi Kalan là một thành phố và là nơi đặt ban đô thị (municipal board) của quận Mathura thuộc bang Uttar Pradesh, Ấn Độ.

## Nhân khẩu
Theo điều tra dân số năm 2001 của Ấn Độ, Kosi Kalan có dân số 45.684 người. Phái nam chiếm 54% tổng số dân và phái nữ chiếm 46%. Kosi Kalan có tỷ lệ 51% biết đọc biết viết, thấp hơn tỷ lệ trung bình toàn quốc là 59,5%: tỷ lệ cho phái nam là 59%, và tỷ lệ cho phái nữ là 41%. Tại Kosi Kalan, 18% dân số nhỏ hơn 6 tuổi.